# Касово
Касово — посёлок в Енисейском районе Красноярского края. Входит в состав Новогородокского сельсовета.

## История
В 1968 г. указом президиума ВС РСФСР поселок Девятое Плотбище переименован в Касово. По имеющимся архивным сведениям, поселенцы появились на этом месте в конце 1920-х годов, это были репрессированные, которые занимались заготовкой дров для пароходства.

## Население
| 2010 |
| ---- |
| 1    |